# Maithuna
Alexandre Rabinovitsj-Barakovsky componeerde Maithuna in 2005. De ondertitel is Sinfonia concertante voor orkest.

## Compositie
Maithuna is een begrip uit het hindoeïsme en tantrisch boeddhisme. De betekenis is tweeledig:
1. het seksuele ritueel, waarin de vrouw door de man wordt vergoddelijkt, waardoor de geslachtsdaad een heilige betekenis krijgt;
2. de vergoddelijking tijdens het seksuele ritueel van het "innerlijke" vrouwelijk deel dat ook in de mannelijke psyche huist.

Volgens sommige oosterse tradities is de vrouw degene die de energiereserves heeft, waaruit de man kan putten om zijn "inerte" aard te verlaten. Voorbeeld: in het Shivaïsme omarmt de god Shiva zijn vrouwelijk deel (Shakti); alleen dankzij haar kan hij actief, dynamisch en almachtig zijn. Andere tradities gaan terug op het verschil tussen lucht en aarde; de één kan niet zonder de ander.
Rabonivitsj heeft getracht die tweeslachtigheid in zijn compositie te verbeelden.
Het werk duurt ongeveer 24 minuten. De stijl is een combinatie van minimal music, neo-romantiek en elektronische muziek. Een kruising tussen John Adams en Adiemus van Karl Jenkins. Er wordt ook gebruikgemaakt van elektronisch versterkte instrumenten. Met name de overheersende vibrafoon geeft de compositie zwevend karakter. Door de combinatie van genoemde stijlen is het een zeer luchtige compositie geworden en klinkt als kamermuziek.
Deze compositie maakt deel uit van zijn : Anthology of Archaic Rituals- In Search of The Center.